# MiChi
MiChi（ミチ、本名：ミチコ・セラーズ（Michiko Sellars）、1985年4月7日 - ）は、日本の女性歌手。イギリス出身。身長165cm。

## 来歴
父親がイギリス人で母親が日本人。3姉妹の末っ子としてイギリスで生まれ、2歳から神戸市垂水区で育つ。小学3年生の頃に阪神・淡路大震災を経験し、被害はひどくなかったものの、父の希望でイギリスへ帰る。
18歳でマンチェスターのアートの大学に進学するつもりだったが、歌手になりたいという気持ちが強く、入学直前で取りやめ、日本へ戻りレッスンに通い始める。中島美嘉、加藤ミリヤ、SOULHEADらの曲を手掛けるプロデューサー・松澤友和と出会い、19歳の時に本格的な歌手活動を始める。
2008年6月に、インディーズでリリースしたアルバム『MiChi MadNesS』の収録曲「ReaL」「Madness Vol.2」「Fxxk You And Your Money」が、iTunes Storeダンスチャートで史上初のトップ3を独占し、さらには、アルバムが総合チャートで1位を獲得するなど、話題となる。また、2008年年間アルバムチャートでは19位を記録した。
2008年10月22日、自ら作詞したシングル「PROMiSE」でメジャーデビュー。au『Smart Sports』のCMソングとなり、オリコン初登場12位を記録。11月7日には、テレビ朝日『ミュージックステーション』へ「Young Guns」として初出演を果たす。
2009年3月、自身が主催するイベント「UNitED MadNesS」を東京と大阪で開催。5月から6月にかけて、自身が出演し、CMソングを手がけたボルヴィックのキャンペーンによる招待制ライブで、初のワンマンツアーを行った（5月26日・東京、6月2日・名古屋、6月3日・大阪）。ロックロックこんにちは!、サマーソニック（東京会場のみ）など、夏のイベントライブにも多数参加した。初のバラードで、なおかつ初の完全限定生産となる4枚目のシングル「YOU」では、MiChiの自筆メッセージカードが封入され、その中の一枚が購入者だけのために開催されるスペシャルライブ「LIVE TO YOU」の招待状となっている。同曲は音楽配信サービスのMoraでダウンロードランキング2位を記録した。9月30日に初のメジャーアルバム『UP TO YOU』を発売、オリコン初登場4位を記録。また11月には渋谷・名古屋・心斎橋のCLUB QUATTROを回るワンマンツアーが行われた。
2010年4月21日、スキャットマン・ジョンの代表曲「スキャットマン」をサンプリングした、DJ OZMAとの共作詞による5枚目のシングル「All about the Girls〜いいじゃんか Party People〜/Together again」を発表し、賛否両論を巻き起こした（詳細は当該記事を参照）。その後もthe telephonesとのコラボによる「WoNdeR WomaN」を発表するなど、新たな試みに挑戦し続けた。
インディーズ時代の歌詞は英語で綴られていたが、メジャーデビュー後の歌詞や自身のブログでは日本語と英語を混ぜて書かれている（公式サイトは英語と日本語、J-WAVEの自身のレギュラー番組のブログは日本語で書かれている）。
前出のように神戸で暮らしていた時期があることから、ラジオでのトークなどでは関西弁で話す。

## ディスコグラフィー

### シングル
| 枚   | 発売日         | タイトル                                                        |
| ---- | -------------- | --------------------------------------------------------------- |
| 1st  | 2008年10月22日 | PROMiSE                                                         |
| 2nd  | 2009年2月18日  | ChaNge the WoRLd                                                |
| 3rd  | 2009年5月27日  | KiSS KiSS xxx                                                   |
| 4th  | 2009年9月9日   | YOU                                                             |
| 5th  | 2010年4月21日  | All about the Girls〜いいじゃんか Party People〜/Together again |
| 6th  | 2010年6月23日  | WoNdeR WomaN                                                    |
| 7th  | 2010年12月22日 | LOVE is. e.p                                                    |
| 8th  | 2011年6月22日  | ONE                                                             |
| 9th  | 2011年11月30日 | Find Your Way                                                   |
| 10th | 2012年2月1日   | TOKYO NIGHT                                                     |
| 11th | 2013年9月4日   | INdepeNdent GiRL?/Saturday Night                                |

### 配信限定シングル
| 枚  | 配信開始日    | タイトル                       |
| --- | ------------- | ------------------------------ |
| 1st | 2009年8月18日 | YOU GOTTA BE（accoustic ver.） |
| 2nd | 2013年4月24日 | STARTING OVER                  |
| 3rd | 2013年6月26日 | HEARTBEAT                      |
| 4th | 2014年7月16日 | All I Know                     |

### アルバム
| 枚           | 発売日        | タイトル       | 規格品番           |
| ------------ | ------------- | -------------- | ------------------ |
| インディーズ | 2008年6月27日 | MiChi MadNesS  | MMM-001            |
| 1st          | 2009年9月30日 | UP TO YOU      | AICL-2055 (通常盤) |
| 1st          | 2009年9月30日 | UP TO YOU      | AICL-2053 (CD+DVD) |
| 2nd          | 2012年3月21日 | THERAPY        | AICL-2347 (通常盤) |
| 2nd          | 2012年3月21日 | THERAPY        | AICL-2345 (CD+DVD) |
| 2nd          | 2012年3月21日 | THERAPY        | AICL-2347 (限定盤) |
| 3rd          | 2013年10月2日 | EYES WIDE OPEN | AICL-2586 (通常盤) |
| 3rd          | 2013年10月2日 | EYES WIDE OPEN | AICL-2584 (CD+DVD) |

### 参加作品
| リリース日    | 曲名                                                   | 収録された作品                                                                                |
| 2007年3月28日 | Surrender                                              | Various Artists「FREEDOM-HOUSE MODE COLLECTION」                                              |
| 2008年1月23日 | Madness Vol.2                                          | Various Artists「TOKYO HOUSE LOVERS+FRESH」                                                   |
| 2011年8月3日  | Saturday Night／World Famous Old Nick Team feat. MiChi | Various Artists「Manhattan Records "The Exclusives" Japanese R&B Hits（Mixed by DJ HASEBE）」 |
| 2012年2月29日 | 誰より君だけを feat. KG, MiChi                         | STUDIO APARTMENT「にほんのうた」                                                              |
| 2012年5月30日 | i'm OK feat. MiChi                                     | NERDHEAD「CRUISE WITH YOU」                                                                   |

## タイアップ一覧
| タイトル             | タイアップ                                                                           |
| -------------------- | ------------------------------------------------------------------------------------ |
| PROMiSE              | au「Smart Sports」CMソング                                                           |
| PROMiSE              | エムティーアイ「music.jp」CMソング                                                   |
| PROMiSE              | テレビ埼玉『ひるたま』エンディングテーマ                                             |
| PROMiSE              | CBCラジオ『ワカサギ』エンディングテーマ                                              |
| HEy GirL             | ソニー「XB×MTV×MiChi」CMソング                                                       |
| ChaNge the WoRLd     | 日本テレビ系ドラマ『キイナ〜不可能犯罪捜査官〜』主題歌                               |
| ChaNge the WoRLd     | エムティーアイ「music.jp」CMソング                                                   |
| One of a Kind        | スバル「DEX」CMソング                                                                |
| KiSS KiSS xxx        | ボルヴィック「FruitKiss」CMソング                                                    |
| WoNDeRLaND?          | J-WAVE「WELCOME TO WONDERLAND」キャンペーンソング                                    |
| YOU                  | レコチョクCMソング                                                                   |
| YOU                  | 毎日放送『ラボマシーン〜おとなの社会科見学〜』エンディングテーマ                     |
| Something Missing    | セガ社ゲーム「BAYONETTA」CMソング                                                    |
| RaiN                 | NHK-BS2ドラマ『ダメージ2』エンディングテーマ                                         |
| dance DANCE!         | 花王「エッセンシャル」CMソング                                                       |
| Together again       | ゴー・シネマ配給映画『武士道シックスティーン』主題歌                                 |
| WoNdeR WomaN         | 日本テレビ系ドラマ『ゴシップガール』エンディングテーマ                               |
| LOVE is.             | Esola池袋「1st Anniversary Thanks Giving & Merry Christmasキャンペーン」テーマソング |
| LOVE is.             | チャオ御岳スノーリゾートCMソング                                                     |
| YEAH YEAH YEAH!!!    | MTV×Jetstar「Discover My Day in Australia」キャンペーンソング                        |
| JUMP ON IT           | MTV×GR「音写人 -otographer-」キャンペーンソング                                      |
| ONE                  | ABCマートCMソング                                                                    |
| Just The Way You Are | 東宝配給映画『ガール』挿入歌                                                         |
| Revolution           | 東宝配給映画『ガール』挿入歌                                                         |
| STARTING OVER        | Dlifeドラマ『ハート・オブ・ディクシー ドクターハートの診療日記』エンディングテーマ   |
| YOUR Life            | NHK-BS1『ワールドスポーツMLB』エンディングテーマ                                     |
| HELLO                | ABCマートCMソング                                                                    |
| HEARTBEAT            | NECパーソナルコンピュータ「LaVie」CMソング                                           |

## 出演

### テレビ
- music channel Hz（毎日放送・スペースシャワーTV、2008年～2010年） - 司会
- oto-raku（フジテレビワンツーネクスト、2010年） - 司会
- MTV Discover My Day in Australia supported by Jetstar「ゴールドコースト編」（MTV、2010年）

### ラジオ
- TOKYO REAL-EYES「SPEAK OUT!」（J-WAVE、2008年）
- OH! MY RADIO（J-WAVE、2009年）

### CM
- ソニー「XB×MTV×MiChi」
- ユニクロ「パーカスタイル1000」
- ボルヴィック「FruitKiss」